# رابین ماهر
رابین ماهر (انگلیسی: Robyn Maher؛ زادهٔ ۶ اکتبر ۱۹۵۹) ورزشکار بسکتبال اهل استرالیا است.
وی در مسابقات کشوری و بین‌المللی در مجموع برندهٔ ۲ مدال برنز شده‌است.